# Spallanzani (cráter marciano)
Spallanzani es un cráter perteneciente al cuadrángulo Hellas de Marte, localizado en las coordenadas 58.3° de latitud sur y 273.7° de longitud oeste. Tiene 72.5 km de diámetro y debe su nombre al biólogo italiano Lazzaro Spallanzani (1729-1799). Imágenes tomadas desde naves espaciales en órbita muestran numerosos estratos en el fondo del cráter.

## Rocas estratificadas
Numerosos lugares de Marte muestran rocas dispuestas en capas. Las rocas estratificadas pueden formarse de distintas maneras: los volcanes, el viento, o el agua pueden producir este tipo de formaciones.
Muchos cráteres alguna vez contuvieron lagos. Dado que los suelos de algunos de estos cráteres muestran deltas, se sabe que el agua tuvo que estar presente durante algún tiempo. Se han localizado docenas de deltas sobre Marte.
Los deltas se forman cuando el sedimento arrastrado por una corriente se deposita al mezclarse con una masa de aguas tranquilas. Es un proceso lento, así que la presencia de los deltas está suscitando gran interés entre los científicos: significa que el agua estuvo presente durante mucho tiempo, quizás durante años. Los organismos primitivos pueden haberse desarrollado en tales lagos; de ahí que algunos cráteres puedan ser objetivos prioritarios para buscar evidencias de vida en el Planeta Rojo.

## Imágenes
|  |  |

## ¿Por qué los cráteres son importantes?
La densidad de cráteres de impacto suele determinar la edad de la superficie de distintas zonas de Marte y de otros cuerpos del sistema solar. Cuanto más vieja es la superficie, mayor presencia de cráteres. La morfología de los cráteres puede revelar la presencia de hielo en el terreno.
El área alrededor de los cráteres puede ser rica en minerales. Sobre la superficie de Marte, el calor de los impactos funde el hielo del subsuelo. El agua procedente del hielo fundido disuelve los minerales, y después los deposita en las grietas o las fallas producidas por el impacto. Este proceso, llamado alteración hidrotermal, es una forma importante mediante la que se generan depósitos de menas metálicas. El área alrededor de los cráteres marcianos puede ser rica en menas útiles para la futura colonización del planeta.